# レイニル・フランシス・ユー
レイニル・フランシス・ユー(Leinil Francis Yu、1977年7月31日 - )は、フィリピン出身のアメリカン・コミックスのアーティストである。日本ではミドルネームを省いてレイニル・ユー(Leinil Yu)とも表記される。

## 経歴

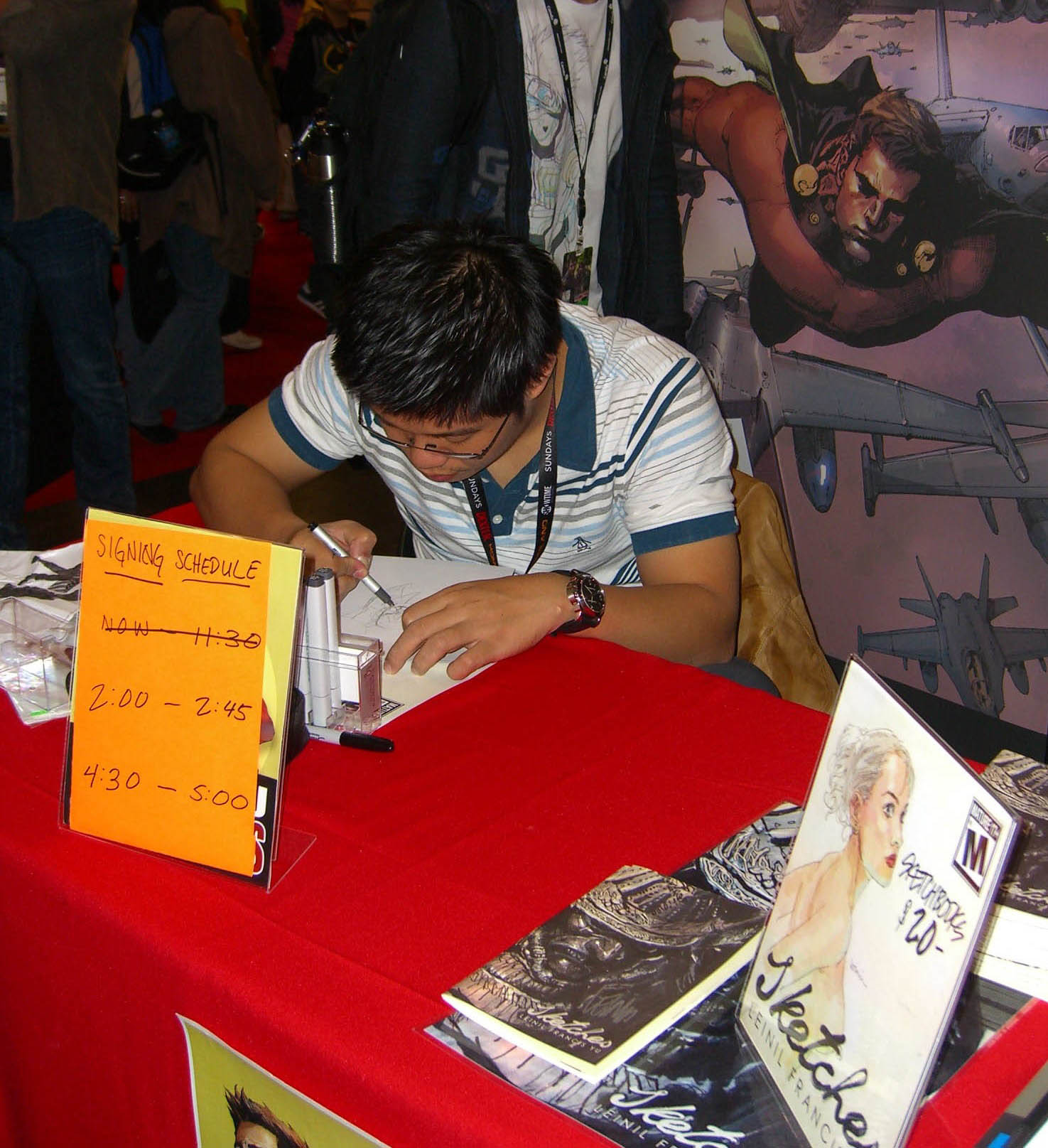
2011年のニューヨーク・コミコンでスケッチをするユー

1997年に同郷のウィルス・ポータシオに雇われ、マーベル・コミックの雑誌『ウルヴァリン』のアーティストに就任。同誌での成功を収めた後、『X-MEN』『ニューアベンジャーズ』『シークレット・インベージョン』など数多くの作品に携わる。マーベル以外ではDCコミックスで『スーパーマン：バースライト』、ワイルドストーム系列で『ハイ・ローズ』『サイレント・ドラゴン』を手掛けている。
コミックライターとの仕事について、ジェフ・ローブとは『ハルク』や『フォールン・サン：ザ・デス・オブ・キャプテン・アメリカ』、マーク・ミラーとは『アルティメット・コミックス：アベンジャーズ』やミラー自身のオリジナル作品である『スペリアー』『スーパークルックス』でコンビを組んでいる。それらの作品の多くはフィリピン人のインカー、ジェリー・アランギランと共作したものである。
漫画以外の仕事では、ジョス・ウィードン監督による2005年の映画『セレニティー』のコンセプトアートや、フィリピン出身のロックバンド、ピンナップ・ガールズのアートワークを手掛けている。
2011年4月9日に、62人の漫画家の一人としてKapowのIGNステージに登場した。
このイベントはイギリスのロンドンで行われ、2つのギネス世界記録を達成した。
さらに作家のマーク・ミラーは、ギネスの職員監視のもと20ページの白黒のスーペリアのコミック・ブックを執筆し、ユーはカバーアートを提供した。
ユー以外にデイブ・ギボンズ、フランク・クワイトリー、ジョン・ロミータ・Jr、ジョック、ダグ・ブレイスウェイト、イアン・チャーチル、ダンカン・フェグレード、サイモン・ファーマン、デイヴィッド・ラフエンテ、ジョン・マックレア、ショーン・フィリップス、リアム・シャープなど数々の著名なペンシラーやインカ―が参加した。

## 作品

### DC
- High Roads #1-6 (ワイルドストーム系列、2002)
- Superman: Birthlight #1-12 (2003-04)
- Batman/Danger Girl: Dangerous Connections(2005)
- Silent Dragon #1-6 (ワイルドストーム系列、2005–06)

### マーベル
- Wolverine (1997–1999): 
  - "The Wind from the East" (#113, 1997)
  - "For the Snark Was a Boojum, You See!" (#114, 1997)
  - "A Whiff of Sartre's Madeleine!" (#-1, 1997)
  - "Operation: Zero Tolerance" (#115-118, 1997)
  - "Not Dead Yet" (#119-122, 1997-1998)
  - "Logan's Run!" (#125, 1998)
  - "Blood Wedding" (#126, 1998)
  - "Survival of the Fittest" (#129-130, 1998)
  - "A Rage in the Cage" (#132, 1998)
  - "The Freaks Come Out at Night" (#139, 1999)
  - "Vengeance" (#140, 1999)
  - "Broken Dreams" (#141, 1999)
  - "Reunion" (#142-143, 1999)
  - "On the Edge of Darkness" (#145, 1999)
- Uncanny X-Men #364, 366-367 (1999)
- X-Men, vol. 2 (then X-Men: Legacy) #100-102, 104-108, 110-113, Annual 2001 (2000-01)
- New X-Men Annual '01: "The Man from Room X" (2001)
- Ultimate X-Men Annual #2: "Why Xavier's Cat is Named Mystique" (2006)
- Ultimate X4 #2 (with Mike Carey and Pasqual Ferry, 2006)
- Civil War: Choosing Sides: "Switching Sides" (2006)
- Ultimate Wolverine vs. Hulk, #1-6 (2006–09)
- New Avengers #22, 27-37, 50 (2006–09)
- Fallen Son: The Death of Captain America #1: "Denial" (2007)
- Secret Invasion, #1-8 (2008–09)
- New Avengers Finale (2010)
- Hulk #23: "Who Is the Red Hulk?" (2010)
- Ultimate Comics: Avengers (2010–11)
  - Ultimate Comics: Avengers 2 #1-6 (2010)
  - Ultimate Comics: Avengers vs. New Ultimates #1-6 (2011)
- Superior #1-7 (アイコン系列 2010–12)
- Ultimate Avengers vs. New Ultimates #1-2 (2011)
- Fantastic Four, vol. 1, #600: "The Arc" (2011)
- Supercrooks #1-4 (アイコン系列、2012)
- Indestructible Hulk #1-5 (2012–13)
- Avenging Spider-Man #5 (2012)
- Avengers vs. X-Men: AvX #5 (Hawkeye vs. The Angel) (2012)
- Avengers, vol. 5, #18-23, #29-34 (2013)
- AXIS #3-4,#8 (2014)

### その他の出版社
- Aster: The Last Celestial Knight #3 (Entity, 1996)
- Buffy the Vampire Slayer: Tales of the Slayers: "First Slayer" (ダークホースコミックス、2001)
- Unbound Saga: "Rick Ajax vs. Doctor Pig-Sticker" (ダークホースコミックス、2009)

## 日本での出版
- 『スーパークルックス』(マーク・ミラー作、中沢俊介訳、小学館集英社プロダクション、2015年8月、ISBN 978-4-7968-7553-0)
- 『スペリアー』(マーク・ミラー作、中沢俊介訳、小学館集英社プロダクション、2015年9月、ISBN 978-4-7968-7559-2)